# Чемпионат мира по шоссейным велогонкам 1976
Чемпионат мира по шоссейным велогонкам 1976 года проходил в Остуни, Италия. Разыграли только два комплекта медалей в связи с Олимпийскими играми 1976 года.

## Призёры
| Велогонка     | Золото                           | Золото   | Серебро                   | Серебро    | Бронза                     | Бронза     |
| ------------- | -------------------------------- | -------- | ------------------------- | ---------- | -------------------------- | ---------- |
| Мужчины       |                                  |          |                           |            |                            |            |
| Профессионалы | Фредди Мартенс · Бельгия         | 7ч06’10" | Франческо Мозер · Италия  | тоже время | Константино Конти · Италия | тоже время |
| Женщины       |                                  |          |                           |            |                            |            |
|               | Кети ван Остен-Хаге · Нидерланды |          | Луиджина Биззоли · Италия |            | Ивонн Рейндерс · Бельгия   |            |